# Impatiens hawkeri
Impatiens hawkeri es una especie herbácea perteneciente a la familia Balsaminaceae. Es originaria de Nueva Guinea, y es una de las fuentes de los populares híbridos de impatiens de Nueva Guinea. Fue la primera de las especies de Nueva Guinea, recogida en Papúa Nueva Guinea en 1884 por el teniente Hawker R.N. Fue muy popular en el siglo XIX, como una planta de invernadero. Después de su descubrimiento, quince nuevas especies de Nueva Guinea fueron descubiertas, que se determinaron más tarde como diferentes formas de I. hawkeri.

## Taxonomía
Impatiens hawkeri fue descrita por  William Bull y publicado en The Gardeners' Chronicle & Agricultural Gazette 1: 761, f. 168. 1886.
Etimología
Impatiens: el nombre científico de estas plantas se deriva de impatiens (impaciente), debido a que al tocar las vainas de semillas maduras estas explotan, esparciéndolas  a varios metros. Este mecanismo es conocido como balocoria, o también como "liberación explosiva".
hawkeri: epíteto